# Michel De Roeck
Michel De Roeck (Jadotstad (voormalig Belgisch-Congo), 6 mei 1954 – Oostende, 8 oktober 2005) was een Belgisch kunstschilder.
Hij begon te schilderen vanaf 1991, aanvankelijk als dilettant, maar na het winnen van een lokale kunstprijs voor amateurkunstenaars ging hij zijn techniek verbeteren. Hij was privé-leerling van Jef Van Tuerenhout en Georges Collignon. Beroepshalve was hij echter restaurantuitbater.
Hij schilderde voornamelijk landschappen en stadsgezichten. De Roeck vertrok voor zijn olieverfwerken meestal uit een landschapsthema dat al in de voorstudies voor het definitieve werk (potloodtekening, kleine olieverfstudie) steeds verder geabstraheerd werd.
Hij werd geselecteerd voor de Europaprijs voor Schilderkunst van de Stad Oostende in 1996.
Hij is overleden ten gevolge van een val.

## Tentoonstellingen
- individuele tentoonstelling in de Stichting Veranneman (Kruishoutem, 1996)
- individuele tentoonstelling in het Museum voor Schone Kunsten Oostende (1998)

## Musea
Oostende, Mu.ZEE (Kunstmuseum aan Zee)